# Fricativa retroflexa sonora
A fricativa retroflexa sonora é um som retroflexo raro, aparecendo apenas em alguns dialetos do inglês e alofonicamente em algumas línguas com o fonema /ɻ/, como o sotaque do interior de São Paulo e mandarim.

## Características
- Seu ponto de articulação é retroflexo, o que significa prototipicamente que ele está articulado subapical (com a ponta da língua enrolada para cima), mas de forma mais geral, significa que é pós-alveolar sem ser palatalizado. Ou seja, além da articulação subapical prototípica, o contato da língua pode ser apical ou laminar.
- Sua fonação é sonora, o que significa que as cordas vocais vibram durante a articulação.
- É uma consoante oral, o que significa que o ar só pode escapar pela boca.
- O mecanismo da corrente de ar é pulmonar, o que significa que é articulado empurrando o ar apenas com os pulmões e o diafragma, como na maioria dos sons.

## Ocorrência
| Língua | Língua        | Palavra | AFI    | Significado | Notas                                            |
| ------ | ------------- | ------- | ------ | ----------- | ------------------------------------------------ |
| Inglês | Cabo oriental | red     | [ɻ˔ed] | Vermelho    | Apical; realização típica de /ɹ/ naquela região. |